# Užovka hladká
Užovka hladká (Coronella austriaca) je nejedovatý had z čeledi užovkovití. Žije v Evropě a západní Asii. Živí se především plazy. Jako jediný zástupce svého rodu rodí živá mláďata, také je to jediná užovka s tímto rozmnožováním v Česku.

## Rozšíření
Tato užovka je rozšířená prakticky po celé Evropě s výjimkou části Pyrenejského poloostrova, většiny Velké Británie (žije jen na jihu Anglie) a celého Irska a severu Skandinávie. Ve Skandinávii vystupuje až na 64. stupeň severní šířky. Východní hranicí rozšíření je Kaspické moře a severozápad Íránu. Obývá rovněž Turecko.
V současnosti jsou uznávány tři poddruhy: Coronella austriaca austriaca, Coronella austriaca acutirostris a Coronella austriaca fitzingeri. Poddruh Coronella austriaca acutirostris je znám ze severozápadu Pyrenejského poloostrova. Poddruh Coronella austriaca fitzingeri z jižní Itálie a Sicílie. Existence tohoto poddruhu je však některými autoritami zpochybňována.

## Vzhled

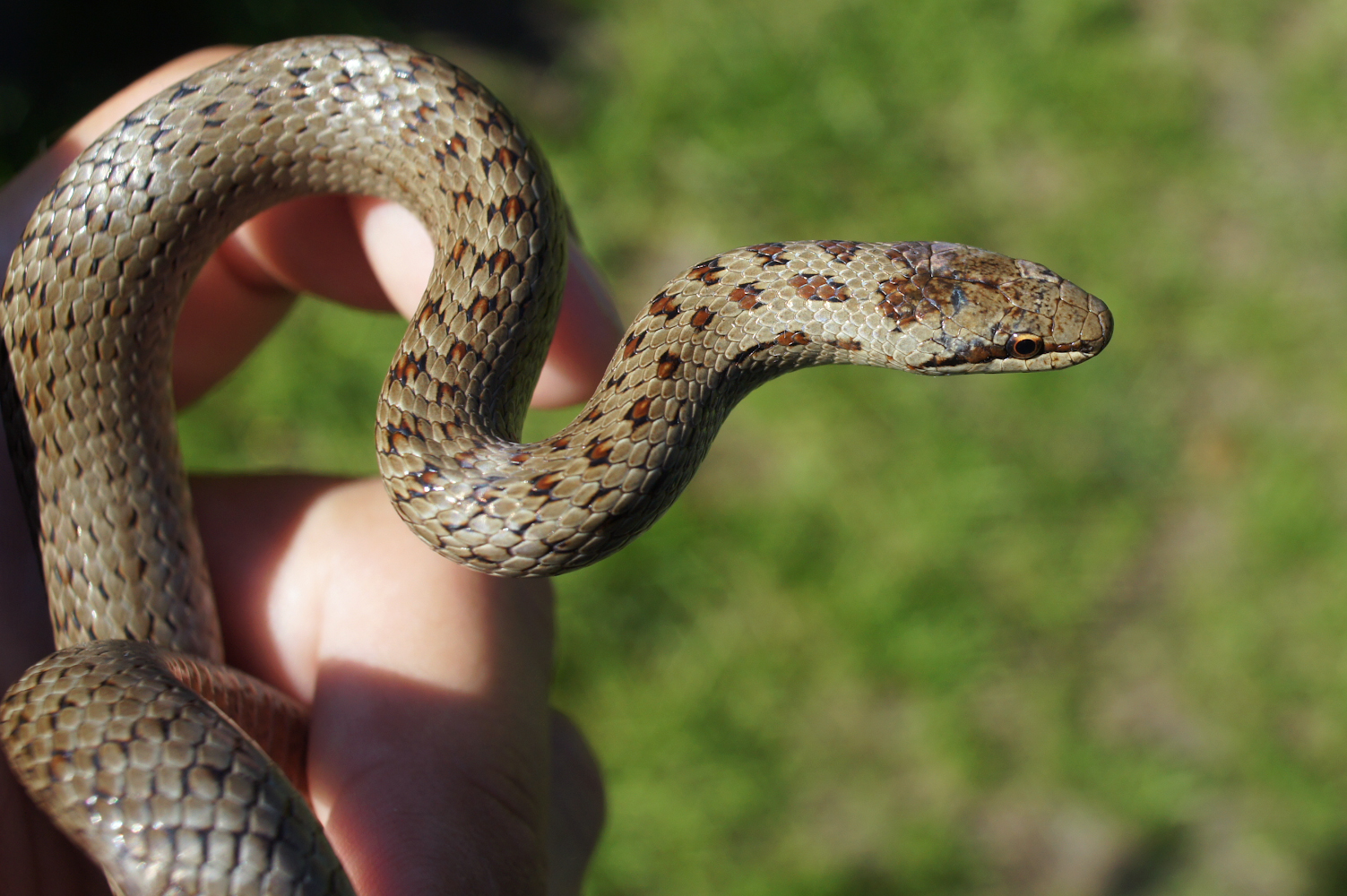
Detail přední části užovky hladké

Užovka hladká je obvykle 50 až 70 centimetrů dlouhý had, který však výjimečně může přesáhnout 80 centimetrů. Největší jedinci dosáhli 92 centimetrů. Hmotnost se pohybuje mezi 50 a 75 gramy. Gravidní samice mohou vážit až 150 gramů.
Má plochou hlavu, která je těžko odlišitelná od krku. Její ošupení je na rozdíl od užovek rodu Natrix hladké (nemá středem šupiny vedoucí hranu - kýl) a podle něj vlastně dostala i své jméno. Kolem těla má 19 řad šupin, na hřbetě má šupiny menší než na bocích. Samci mají 150 až 164 břišních šupin, samice 152 až 200. Rostrální štítek na hlavě má trojúhelníkovitý tvar, který hluboce zasahuje do štítku internasálního. Někdy ho dokonce rozděluje. Užovka má jeden (vzácně dva) předoční štítky a dva zaoční. Za očima má dva páry týlních štítků, někdy dva a tři, vzácně pak jeden a dva. Horních retních štítků má většinou 7, vzácně 8. Anální štítek pod ocasem je jeden, někdy je však rozdělený na dva. Samci mají 54 až 70 párů podocasních štítků, samice 46 až 76.
Samci bývají hnědí, někdy až do červena. Samice jsou naproti tomu spíše šedohnědé. Za hlavou se vyskytuje tmavá skvrna a po stranách se táhne tmavý pás. Na hřbetě se skvrny někdy spojují, takže užovka připomíná zmiji. Z těchto důvodů je velmi často zabíjena. Na rozdíl od zmijí však její oči mají kulatou zornici. Od čenichu přes oči a dále po těle se táhne tmavý pruh.

## Způsob života a rozmnožování

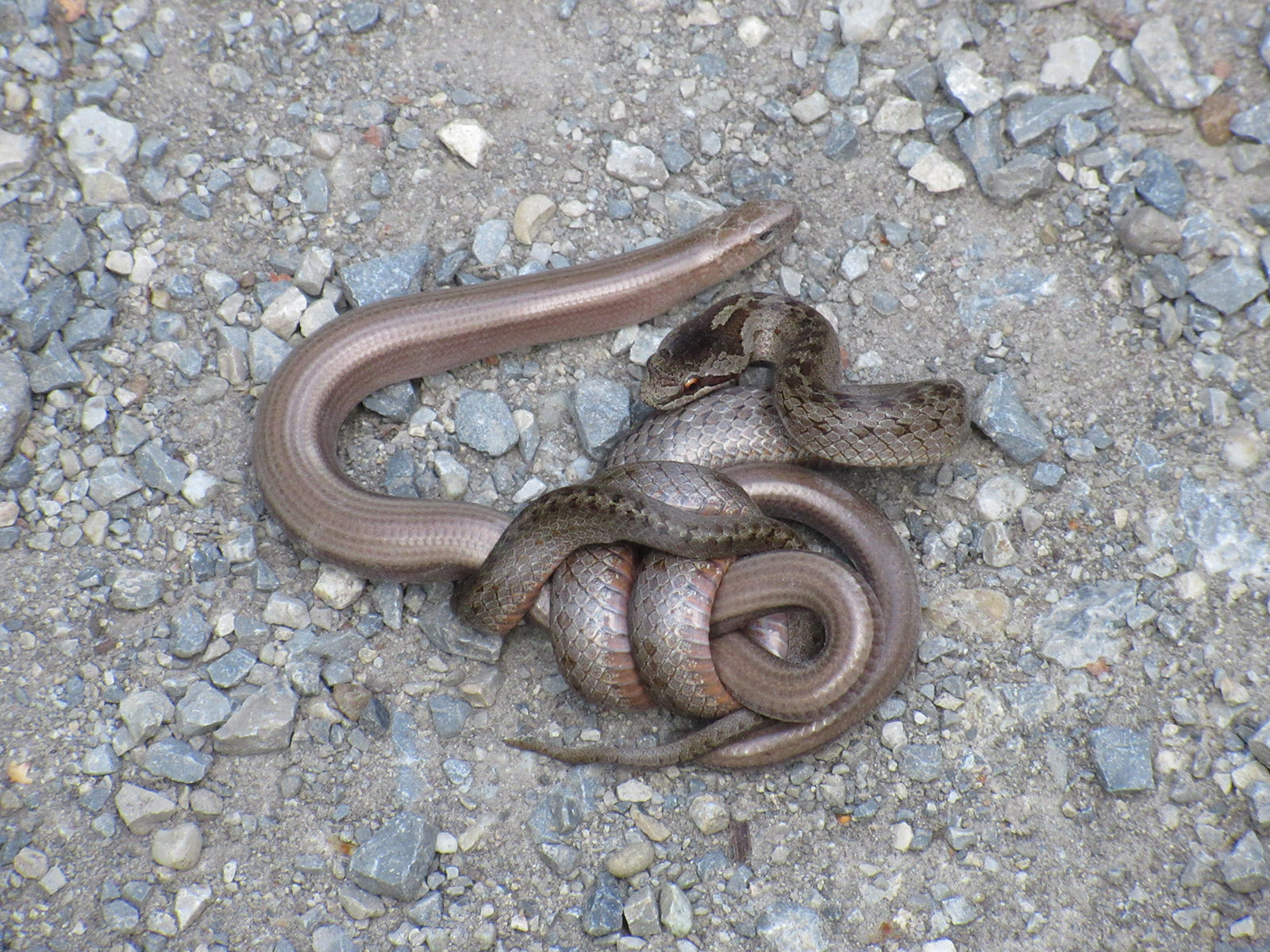
Užovka hladká v souboji se slepýšem

Je široce rozšířena ve slunných a kamenitých křovinatých stráních a ve skalách. Je to denní živočich, nicméně žije obvykle skrytě. Vyhledává rovněž různé hromady sutě a další suchá a křovinatá místa. Loví především ještěrky, slepýše, drobné savce a hady (včetně jedovatých druhů). V mládí žere plže, kobylky a další hmyz. Malou kořist polyká rovnou po zakousnutí a zaživa, větší se snaží přidusit smyčkami svého těla, jak to dělají škrtiči. Nicméně oběť většinou takto nezabije, jen přemůže a nasměruje do tlamy.
Páří se po zimování, většinou v dubnu. Je obvykle uváděna jako živorodá, někdy jako vejcoživorodá. Březost trvá 3 až 4 měsíce, poté samice rodí mláďata 12 až 20 cm dlouhá. Nejdelší hadí novorozenci bývají však až 27 centimetrů dlouzí. Počet mláďat se pohybuje od 2 do 19. Po porodu jsou uzavřena v blanitém obalu, který krátce poté prorážejí a opouštějí. Obvykle žije asi 10 let, ale může se dožít až skoro 30 let.
Při ohrožení vypouští zapáchající tekutinu z kloaky a zuřivě kouše. Charakteristické je také hlasité syčení, nafukování krku a zplošťování hlavy. Má mnoho predátorů, mezi nimiž dominují ptáci (dravci, krkavcovití, bažanti) a draví savci (kunovité šelmy, lišky).

## Ohrožení, ochrana
Mezinárodní svaz ochrany přírody hodnotí užovku hladkou jako málo dotčený druh. Důvodem je rozsáhlá oblast výskytu a relativně početná populace bez znaků masivního snižování. Přesto početnost tohoto hada klesá. Důvodem je zřejmě změna a fragmentace oblíbených stanovišť, požáry a někdy i zabíjení kvůli záměně se zmijí obecnou.
V České republice je zvláště chráněna jako silně ohrožený druh. Je chráněna ve všech svých vývojových stádiích. Chráněna jsou jí užívaná přirozená i umělá sídla a její biotop.